# Ictidosaurus angusticeps
Ictidosaurus angusticeps è un terapside estinto, appartenente ai terocefali. Visse nel Permiano medio (Wordiano - Capitaniano, circa 268 - 263 milioni di anni fa) e i suoi resti fossili sono stati ritrovati in Sudafrica.

## Descrizione
Questo animale era di piccola taglia, ed è conosciuto solo per resti frammentari comprendenti un muso incompleto e la parte anteriore di una mandibola; probabilmente il cranio completo doveva essere lungo circa 10 centimetri. Dal raffronto con animali simili ma meglio conosciuti quali Scylacosaurus, si suppone che Ictidosaurus non dovesse raggiungere il metro di lunghezza. Ictidosaurus era dotato di una dentatura superiore fortemente eterodonte, comprendente sei incisivi, due canini e otto postcanini. L'ultimo incisivo era molto piccolo. Il parasfenoide era ridotto, mentre era piuttosto sviluppato il prevomere. Resti incompleti appartenenti agli arti e attribuiti a questa specie indicano che Ictidosaurus avesse una formula falangeale di tipo mammaliano (2, 3, 3, 3, 3).

## Classificazione
Ictidosaurus, malgrado il suo nome, non fa parte del clade Ictidosauria bensì dei Therocephalia, un gruppo di terapsidi più basali, comprendenti una moltitudine di forme dalle specializzazioni variegate. In particolare, Ictidosaurus sembrerebbe essere un rappresentante della famiglia Scylacosauridae, comprendenti predatori dal muso allungato e dalle caratteristiche arcaiche. Ictidosaurus rappresenta uno dei più antichi terocefali noti.
Ictidosaurus angusticeps venne descritto per la prima volta da Robert Broom nel 1903, sulla base di resti fossili ritrovati in Sudafrica, nel Karoo, nella "zona a Tapinocephalus". Resti un poco più antichi, provenienti dalla "zona a Eodicynodon" e sempre dal Sudafrica, sono stati attribuiti alla stessa specie.